# 雙黃頭亞馬遜鸚鵡
雙黃頭亞馬遜鸚鵡（Amazona oratrix），又名黃頭亞馬遜鸚鵡或黃冠亞馬遜鸚哥，是墨西哥及中美洲北部一種瀕危的鸚鵡。牠們長35-38厘米，主要呈綠色，尾巴短小，頭部黃色。牠們棲息在紅樹林或近河流的森林。牠們有時被認為是黃冠亞馬遜鸚鵡的亞種。

## 分類

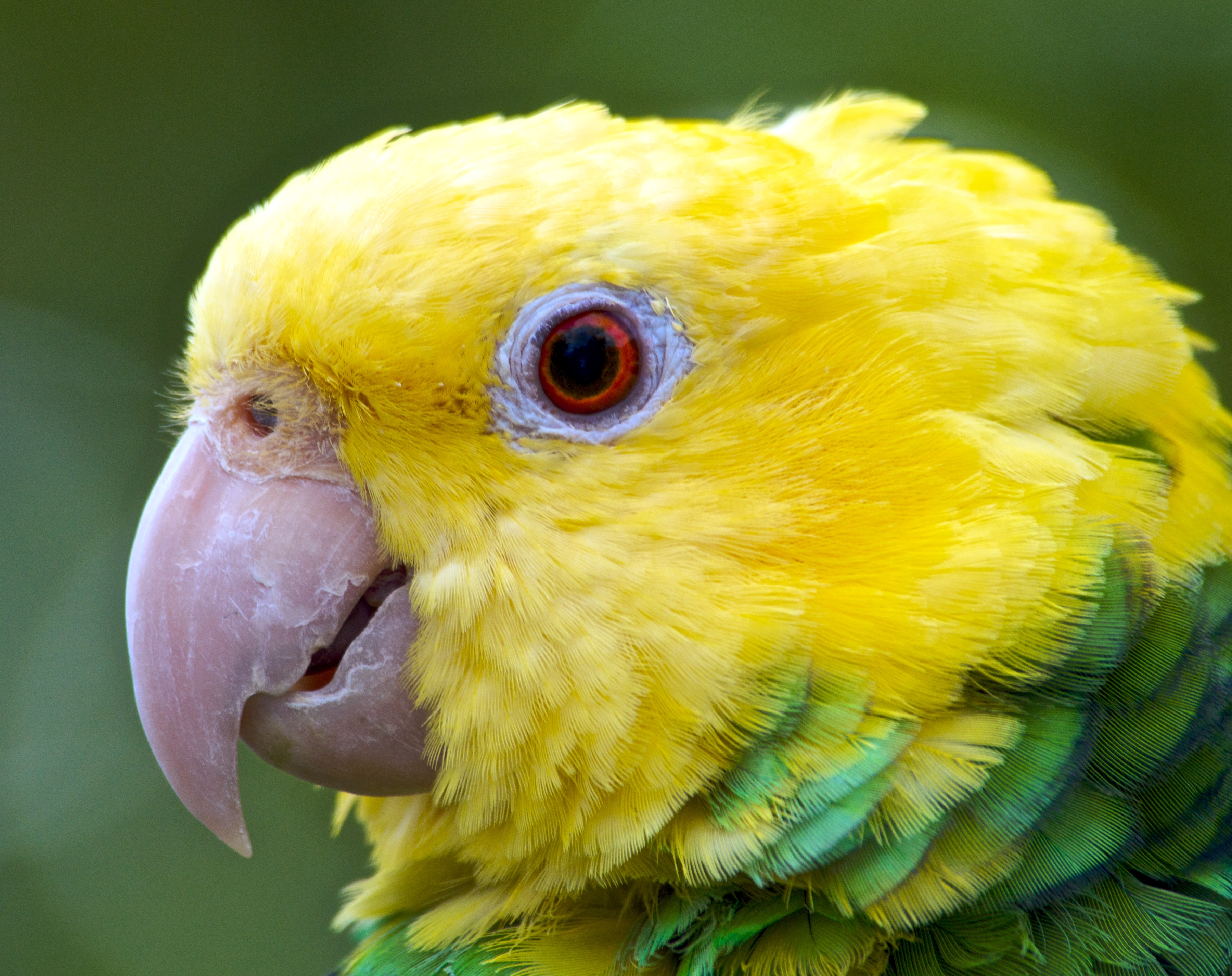
雙黃頭亞馬遜鸚鵡的頭部特寫。

雙黃頭亞馬遜鸚鵡連同黃頸亞馬遜鸚鵡曾被分類為黃冠亞馬遜鸚鵡的亞種，但基於黃色羽毛的數量、腳及喙的顏色、雙黃頭亞馬遜鸚鵡與黃冠亞馬遜鸚鵡之間不會交配，又黃頸亞馬遜鸚鵡與黃冠亞馬遜鸚鵡同時存在於洪都拉斯北部，牠們最終被分類為獨立的物種。
在洪都拉斯北部的群落，其頭部、頸部及冠的黃毛羽毛各有不同，但淡色的喙及雛鳥的羽毛都較接近雙黃頭亞馬遜鸚鵡。這使得分類的情況更為複雜。於1997年，在此處發現了雙黃頭亞馬遜鸚鵡的亞種A. o. hondurensis。而在海灣群島黃頸亞馬遜鸚鵡的亞種A. auropalliata caribaea與這個亞種似乎相對接近，兩者都有較淡色的下頜，顯示牠們之間有著基因流。若然確定，牠們有可能是同一物種。另外，黃頸亞馬遜鸚鵡的兩個亞種A. a. caribaea及A. a. parvipes比其指名亞種更接近雙黃頭亞馬遜鸚鵡，肩膀上都有紅色的羽毛。另外，飼養下的這些物種都有混種，而DNA的系統發生學分析並不支持分裂為不同的物種。
雙黃頭亞馬遜鸚鵡傳統上包含了幾個亞種：
- A. o. tresmariae：分佈在三聖母群島；
- A. o. belizensis：分佈在伯利茲；
- A. o. hondurensis：分佈在洪都拉斯。[9]

另一個在墨西哥灣的亞種A. o. magna，現已被認為並非有效，故將之包含在指名亞種之內。相反，在瓜地馬拉東部及洪都拉斯西北部像A. o. belizensis的群落，有可能是未被描述的亞種，暫時稱為A. o. guatemalensis。

## 特徵

正在吃哈密瓜的雙黃頭亞馬遜鸚鵡。

雙黃頭亞馬遜鸚鵡長35-38厘米。身體較為粗壯，雙翼較圓，尾巴方形。身體呈鮮綠色，頭部黃色，頸部有凹坑，雙翼彎曲處呈紅色，大腿黃色。飛羽是黑色至藍紫色，次級飛羽有紅點。尾巴上也有紅點，但一般是隱藏的。尾羽末端黃色。
雙黃頭亞馬遜鸚鵡的喙灰色，伯利茲及洪都拉斯亞種雛鳥的喙較深色。墨西哥亞種的眼圈白色，其他的都是灰色。不同地區的亞種其黃色羽毛的數量也有不同。三聖母群島亞種的頭部及上胸都是黃色；指名亞種的只有頭部是黃色的；伯利茲、瓜地馬拉及洪都拉斯西北部亞種的只有冠是黃色；洪都拉斯北部亞種的冠及頸背是黃色的。雛鳥的黃色羽毛較少，要2-4歲才會成為成鳥。
墨西哥品種的身體有較多黃色的羽毛，作為寵物的售價也很高。一些的黃色羽毛甚至像三聖母群島亞種般。

## 分佈及棲息地
雙黃頭亞馬遜鸚鵡棲息在伯利茲的河岸林帶及常綠林，並瓜地馬拉的紅樹林。牠們會單獨、成對或成群的生活。牠們以往分佈在墨西哥的三聖母群島及哈利斯科州至瓦哈卡州，和新萊昂州至恰帕斯州北部及塔巴斯科州西南部，並包括大部份伯利茲、瓜地馬拉東北部及洪都拉斯西北部。但是，牠們的數量因捕獵及失去棲息地而於1970年代至1994年急降90%，於1994年至2004年下降68%。

## 保育狀況
雙黃被捕獵作為寵物，令牠們差不多從野外滅絕。野生種的數量在20年內由70000隻下降至只餘下7000隻。被捕獲的野生種約有90%在過程中死亡。雙黃受到《瀕危野生動植物種國際貿易公約》附錄一的保護，禁止野生種的出入口及貿易，飼養種的貿易則需官方的證明。

## 寵物飼養

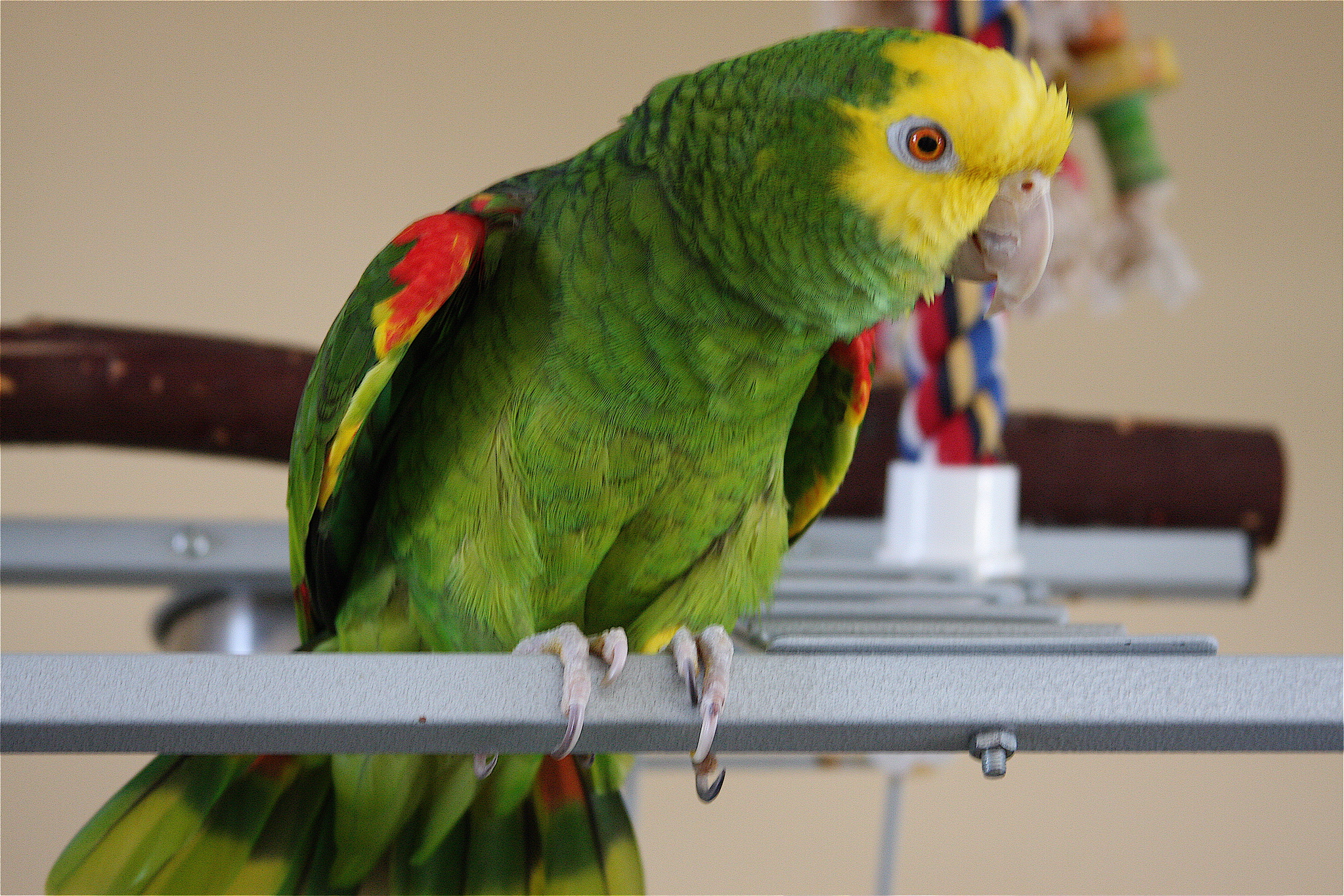
作為寵物的雙黃頭亞馬遜鸚鵡。

雙黃頭亞馬遜鸚鵡的性格很適合作為寵物，由於很喜歡「說話」，故已成為人類寵物成百年。牠們的說話能力只有非洲灰鸚鵡較為好，且只有黃頸亞馬遜鸚鵡可以與牠們比美。牠們嘈吵、活躍、聰明、有趣及頑皮。牠們喜歡吸引主人及參觀者。不過，牠們會對近親帶有攻擊性，尤其是在繁殖季節的雄鳥。

## 外部連結
- Yellow-headed Amazon Parrots in Stuttgart